# Военно-медицинский клинический центр Государственной пограничной службы Украины (Одесса)
Военно-медицинский клинический центр Государственной пограничной службы Украины в городе Одесса (укр. Військово-медичний клінічний центр м. Одеса) - это стационарное медицинское учреждение Государственной пограничной службы Украины, которое находится в городе Одесса Одесской области Украины.

## История
Учреждение было создано 31 августа 1944 года в городе Кишинёв как окружной военный госпиталь Молдавского пограничного округа пограничных войск СССР. После окончания Великой Отечественной войны, в июне 1945 года госпиталь был переведён в город Липканы, а в сентябре 1946 года - передислоцирован в Одессу и преобразован в специализированный гарнизонный госпиталь Юго-Западного (в дальнейшем - Западного) пограничного округа.
После провозглашения независимости Украины госпиталь перешёл в ведение пограничных войск Украины. В 2001 году началась реформа пограничной охраны, в результате которой 31 июля 2003 года пограничные войска Украины были преобразованы в Государственную пограничную службу Украины.
После начала боевых действий на востоке Украины госпиталь был привлечён к лечению раненых. Только в период с начала АТО до 12 марта 2015 года госпиталь оказал медицинскую помощь более чем 200 пограничникам, участвовавшим в АТО.
12 марта 2015 года госпиталь получил реанимобиль на базе микроавтобуса "Ford".
В июне 2017 года госпиталь получил от правительства Канады рентгеновский аппарат "Calypso".
В ходе реформы организационной структуры пограничной службы, 20 июля 2017 года госпиталь был переименован в Военно-медицинский клинический центр Государственной пограничной службы Украины в городе Одесса.

## Современное состояние
Центр находится в ведении Южного регионального командования ГПСУ, в состав учреждения входят 11 отделений и несколько диагностических кабинетов.